# Tercera catalana de futbol
La Tercera Catalana, anomenada fins a la temporada 2010-2011 Segona Territorial o popularment Segona Regional, és un torneig organitzat cada any per la Federació Catalana de Futbol, essent la setena categoria a nivell estatal i la tercera categoria a nivell nacional, per sota de la Segona Catalana i per sobre de la Quarta Catalana. Està formada per disset grups de 18 equips cadascun. Territorialment, els grups es divideixen de la següent manera:
- Grup 1 - Terres de l'Ebre
- Grups 2 i 3 - Resta de la província de Tarragona
- Grups 4, 5, 6, 7, 8, 9, 10, 11 i 12 - Província de Barcelona
- Grups 13 i 14 - Província de Lleida
- Grups 15, 16 i 17 - Província de Girona

Eventualment, i per raons de distància o de quadrament de grups, un equip d'un determinat àmbit territorial pot prendre part en un grup diferent al que li pertocaria per la seva situació.

## Campions
| Temporada | Grup 1                 | Grup 2                 | Grup 3                    | Grup 4                         | Grup 5                | Grup 6                            | Grup 7              | Grup 8                    |
| --------- | ---------------------- | ---------------------- | ------------------------- | ------------------------------ | --------------------- | --------------------------------- | ------------------- | ------------------------- |
| 2021/22   | CF Jesús Catalonia     |                        |                           |                                |                       |                                   |                     |                           |
| 2019/20   | UE Remolins-Bítem      | CD La Floresta         | CE Altafulla              | UE Vilassar de Mar B           | OAR Vic               | UE Castellar                      | FC Pirinaica        | CB Terlenka               |
| 2018/19   | UD Jesús y María       | Cultural Bonavista     | Club Atlètic Roda de Barà | UD Molinos                     | CF Torelló            | UD Tibidabo Torre Romeu           | UD Calaf            | UE Sant Joan Despí        |
| 2017/18   | CF Ampolla             | CD Riudoms             | CE El Catllar             | A.E. Young Talent Badalona Sud | FC Joanenc            | CF Athletic Rubí                  | CS Juan XXIII       | CF Martorell              |
| 2016/17   | CF La Sénia            | CF Canonja             | CDC Torreforta            | CE Districte 030               | CF Folgueroles        | UE Sabadellenca                   | UD Can Trias        | CF Molins de Rei          |
| 2015/16   | CF Batea               | Cambrils UCF           | CE Vendrell               | FE Grama                       | CE Roda de Ter        | Atlètic Sant Just FC              | CE Berga            | CF Ciudad Cooperativa     |
| 2014/15   | FC Godall              | Racing CF Bonavista    | CF La Riera               | AD La Llàntia                  | Vic Riuprimer REFO FC | CF Unió Can Rull Rómulo Tronchoni | CD Can Parellada    | CF Vallirana              |
| 2013/14   | CF Camarles            | CF Vila-seca B         | UD Tàncat                 | Atlètic C. Sant Pol            | CF Caldes Montbui     | UD Tibidabo Torre Romeu           | CE Sallent          | CF Martorell              |
| 2012/13   | CE Perelló             | CF Canonja             | CF Llorenç                | UD Cirera                      | CE Roda de Ter        | CD Badia del Vallès               | CE Súria            | FC Sant Esteve Sesrovires |
| 2011/12   | CF Ampolla             | EF San Pedro San Pablo | CA Roda de Barà           | CCE Tiana                      | CF Olímpic La Garriga | UE San Juan At. Montcada          | CD Can Parellada    | CD La Guardia             |
| 2010/11   | CE Olímpic Móra d'Ebre | Cultural Bonavista     | Vilaseca CF B             | Penya Morera TSG               | UE Sant Vicenç        | FC Sant Quirze                    | CE Marganell        | CF Begues                 |
| 2009/10   | UD Jesús i Maria       | UD Salou               | CF Calafell               | U. Badalona Sud                | OAR Vic               | CF Sabadell Nord                  | CE Sallent          | CE Sabadell FC B          |
| 2008/09   | CF Ampolla             | CF Icomar              | UE Valls                  | CF Unificación Llefià          | CF Olímpic La Garriga | CF Can Boada                      | UD Can Trias        | CD Cervelló               |
| 2007/08   | CF La Sénia            | CF Canonja             | Torredembarra             | Pineda de Mar                  | Aiguafreda            | San Lorenzo                       | Oló                 | Joventut Prat             |
| 2006/07   | Deltebre               | Alhambra               | CF Canonja                | Arenys de Mar                  | UE Tona               | Andalucía                         | C.F.Solsona         | PB Cinco Rosas            |
| 2005/06   | Horta de Sant Joan     | Alhambra               | CDC Torreforta            | Santvicentí                    | Sant Feliu Sasserra   | Cerdanyola del Vallès             | UD Can Trias        | UE Sant Joan Despí        |
| 2004/05   | Ascó                   | CF Reddis              | El Catllar                | Atlètic Vilassanès             | Riuprimer             | Barberà                           | Puig-reig           | Vallirana                 |
| 2003/04   | UE Remolins Bítem      | CF Reddis              | Torredembarra             | Alella                         | CF Torelló            | UD La Planada                     | Balconada           | Cinco Rosas               |
| 2002/03   | Sant Jaume d'Enveja    | Bonavista              | CF Calafell               | Premià de Dalt                 | Bellavista Milan      | Maurina Egara                     | Sant Pau de Manresa | Sant Ildefons             |
| 2001/02   | UE Aldeana             | Oleàstrum              | Tancat                    | Calella                        | UE Tona               | Ca n'Oriach                       | Avinyó              | Fontsanta                 |
| 2000/01   | Atlètic Camp Clar      | Salou                  | Cirera                    | OAR Vic                        | Fontetes              | CE Marganell                      | UE Sant Joan Despí  | Molletense                |
| 1999/00   | CF Reddis              | Gandesa                | Tiana                     | Taradell                       | 25 de Septiembre      | Puig-reig                         | La Florida CF       | Montmeló                  |
| 1998/99   | Cultural Bonavista     | Alcanar                | Alella                    | Viladrau                       | Merengues             | Sallent                           | Marianao Poblet     | Guineueta                 |
| 1997/98   | Sant Pere i Sant Pau   | Ulldecona              | Calella                   | Vilanova del Vallès            | Castellar del Vallès  | Moià                              | Joventut Prat       | Oviedo                    |
| 1996/97   | CE Altafulla           | UE Remolins- Bítem     | Zona Sur                  | La Garriga                     | Fontetes              | Súria                             | Cooperativa Ases    | Mediterráneo la Mina      |

| Temporada | Grup 9                     | Grup 10                 | Grup 11                 | Grup 12                | Grup 13              | Grup 14                  | Grup 15                  | Grup 16                 | Grup 17             |
| --------- | -------------------------- | ----------------------- | ----------------------- | ---------------------- | -------------------- | ------------------------ | ------------------------ | ----------------------- | ------------------- |
| 2019/20   | Cerdanyola del Vallès FC B | UD Gornal               | Sant Ignasi Esportiu    | AE Moja                | CF Pardinyes         | CF Organyà               | UE Torroella             | CF Tordera              | UE Coma Cros        |
| 2018/19   | UCF Santa Perpetua         | CD Almeda               | Racing Vallbona CF      | CF Cubelles            | CF Sudanell          | CF Angulària d'Anglesola | CE Empuriabrava Castelló | CD Blanes               | CF Amer             |
| 2017/18   | CF Caldes Montbui          | CCD Turó de la Peira    | Valldoreix FC           | UD San Mauro           | AE Alcoletge         | CF Agramunt EGG          | CF Base Roses            | UE Quart                | CE Besalú           |
| 2016/17   | CF Parets                  | AE Prat B               | Atlético Piferrer       | CF Begues              | CD Magraners         | CF Tremp                 | UE Marca de l'Ham        | UE Tossa                | UE Porqueres        |
| 2015/16   | CP Sarrià                  | CF Atlètic Prat         | EJ Can Pi               | UD Montserrat Igualada | CF Palau Anglesola   | FC Alcarràs              | FC Palafrugell           | CE Anglès               | UE Campdevànol      |
| 2014/15   | CF Les Franqueses          | CD Fontsanta-Fatjó      | CF Besós Barón de Viver | CE Òdena               | CD Magraners         | CF Bellpuig              | AE Cornellà Terri        | CD Palafolls            | CEF Bosc de Tosca   |
| 2013/14   | CP Sarrià                  | Dinàmic Batlló Esportiu | UB Catalònia            | CE Olivella            | CF UE Balàfia        | CF Angulària Anglesola   | AE Roses                 | Aro CE                  | UD Cassà            |
| 2012/13   | CF Lliçà de Vall           | CFA Espluguenc          | UD Catalana             | UD San Mauro           | UE Ciutat Jardí      | CF Solsona               | FC L'Escala              | CEF Sporting Vidrerenca | CE Besalú           |
| 2011/12   | CE Lliçà d'Amunt           | CF Equipo Ja            | CD Carmelo              | CFP Sant Pere Molanta  | CF Balaguer B        | CF Miralcamp             | CFB Roses                | UE Can Gibert           | UE Fornells         |
| 2010/11   | UE Sabadellenca            | CF Can Vidalet          | CD Arrabal              | CD Òdena               | CD Magraners         | CF Albi                  | AE Roses                 | CF Riudellots           | CE Anglès           |
| 2009/10   | CE Llinars                 | CF Equipo Ja            | U. Bellvitge            | CF Cubelles            | CF UE Balàfia        | C.F. Agramunt EGG        | UE La Jonquera           | UE Quart                | CE Besalú           |
| 2008/09   | CE Sant Celoni             | CF Atlètic Poble Sec    | CD Adrianense           | CF Suburense           | CF Tremp             | La Seu d'Urgell FC       | UE Figueres              | Begur CF                | CEF Bosc de Tosca   |
| 2007/08   | Barberà                    | La Florida CF           | Bon Pastor              | Ribes                  | Cervià Garrigues     | EF Tàrrega               | Base Roses               | Salt                    | Caldes de Malavella |
| 2006/07   | Vilanova del Vallès        | UD Gornal               | Canyelles               | Vilanova B             | Castelldans          | Ribera d'Ondara          | UE La Jonquera           | UE Breda                | EF Gironès-Sàbat    |
| 2005/06   | Molletense                 | Bon Pastor              | Pastrana                | Torrellenc             | Albesa               | Ponts                    | Vilajuïga                | Jafre                   | UE Porqueres        |
| 2004/05   | Palau de P.                | CCD Turó de la Peira    | Sant Joan Bosco         | Sant Maure             | Club Atlètic Alpicat | CF Balaguer B            | S. Pere Pescador         | Anglès                  | EF Garrotxa         |
| 2003/04   | Unif. Llefià               | Alzamora                | Levante LP              | Sitges                 | Sunyer               | CF Tremp                 | Sant Miquel de Fluvià    | UE Can Gibert           | Abadessenc          |
| 2002/03   | Palau de P.                | CCD Turó de la Peira    | La Florida CF           | CF Suburense           | Gimenells            | Agramunt                 | Jafre                    | UE Tossa                | Silenc              |
| 2001/02   | Lliçà d'Amunt              | Cerro                   | Trinidad                | U.D.Vista Alegre       | Alfarràs             | Organyà                  | At. Bisbalenc            | Guíxols B               | Hostalets           |
| 2000/01   | 77 Taxonera                | PB Anguera              | Ribes                   | Gimenells              | El Poal              | Agullana                 | Aro                      | Camprodon               |                     |
| 1999/00   | Bufalà                     | Casa Oliva              | Sant Pere Molanta       | Térmens                | Castellserà          | L'Estartit               | Marítima P.              | CE Besalú               |                     |
| 1998/99   | Júpiter B                  | PB Udaf                 | Piera                   | Borges Blanques        | Sant Martí           | Begur                    | UE Breda                 | CF Ripoll               |                     |
| 1997/98   | Santo Cristo               | Torre Llobeta           | Sporting Martorell      | Gardeny                | Oliana               | Torroella                | Salt                     | Sant Gregori            |                     |
| 1996/97   | Obreros                    | Conca                   | Ribes                   | Juneda                 | Bellcairenc          | Marca de l'Ham           | Aro                      | CF Ripoll               |                     |